# 蒲田道秀
蒲田 道秀（かまた どうしゅう）は、室町時代の武将。蒲田弥次郎とも。武蔵江戸氏の支流、江戸蒲田氏の一族の一人。

## 概要
｢本土寺過去帳｣に嘉吉2年9月27日没として「道秀・蒲田弥次郎殿」と記録されており、東京都大田区光明寺にある嘉吉2年の｢道秀禅門｣の板碑は蒲田道秀のものとされる。父は蒲田忠武（四郎入道道儀）。
享徳4年（1455年）の享徳の乱において、弟の下総入道道景が5月14日に武州大袋原（現埼玉県川越市）で戦死し、その子である兵庫助朗忠も同年六月、相州にて20歳代で戦死している。

## 永享の乱
道秀は、永享10 年（1438年）9月27日に早川尻の戦い（永享の乱）において上杉憲直に従い鎌倉公方足利持氏方について戦死したとされ、永享記に記されている。